# جيف نوردجارد
جيف نوردجارد (بالإنجليزية: Jeff Nordgaard)‏ مواليد 23 فبراير 1973 في داوسون، هو لاعب كرة سلة أمريكي معتزل. بدأ مسيرته الاحترافية في سنة 1996. تم اختياره من قبل فريق ميلووكي باكز خلال الدرافت. يبلغ طوله 6 قدم 7 بوصة (2.0 م). اعتزل اللعب في 2009.

## المسيرة الاحترافية
لعب مع جاي دي أيه ديجون في الدوري الفرنسي في سنة 1996، ثم لعب مع ميلووكي باكز في سنة 1997، ثم لعب مع فيولا ريدجو كالابريا في الدوري الإيطالي في موسم 1998–1999، ثم لعب مع إلان شالون في الدوري الفرنسي في موسم 2000–2001، ثم لعب مع نادي فوتسوافك لكرة السلة من سنة 2001 إلى 2003.

## روابط خارجية
- جيف نوردجارد على موقع الاتحاد الدولي لكرة السلة (الإنجليزية)
- جيف نوردجارد على موقع الدوري الأوروبي لكرة السلة (الإنجليزية)
- جيف نوردجارد على موقع إن بي أي (الإنجليزية)
- جيف نوردجارد على موقع سبورتس رفرنس (الإنجليزية)
- جيف نوردجارد على موقع كرة السلة الأوروبية.كوم (الإنجليزية)
- جيف نوردجارد على موقع كلية كرة السلة في سبورتس رفرنس.كوم (الإنجليزية)
- جيف نوردجارد على موقع ريلجم (الإنجليزية)
- جيف نوردجارد على موقع بروبوليرز (الإنجليزية)
- جيف نوردجارد على موقع سبورتس رفرنس (الإنجليزية)